# 다크호텔
다크호텔(DarkHotel 또는 Darkhotel)은 호텔의 실내 와이파이 네트워크를 통해 비즈니스 호탤 방문객들을 선별적으로 공격하는 것으로 보이는 피싱 스파이웨어, 악성 소프트웨어 전파팀이다. 카스퍼스키 랩에 의해 지능형 지속 공격의 특징으로 인식되었다.
이 공격은 고위 기업 간부들을 주 목표로 잡았으며, 희생자가 소프트웨어 다운로드가 유효하다는 것을 믿게 하기 위해 실제 인증서의 기반이 되는 약한 공개 키를 팩토링함으로써 만든 위조된 디지털 인증서를 사용하였다.
호텔 서버에 악성 소프트웨어를 업로드하는 공격자들은 주로 아시아와 미국의 고급 호텔의 손님들인 특정 사용자들을 목표로 둘 수 있다. 제터(2014년)는 이 다크호텔 또는 Tapaoux로 불리는 단체가 2007년 이후로 키로깅과 리버스 엔지니어링을 사용하여 피싱과 P2P를 통해 사용자들을 활발히 감염시키고 있다고 설명한다.
주로 투자/개발, 정부 기관, 방위 산업, 전자기기 제조업체의 간부, 에너지 정책 결정자를 목표로 한다. 수많은 희생자들이 한국, 중화인민공화국, 러시아, 일본에 위치하고 있다.
공격자가 희생자의 컴퓨터에 들어올 경우 공격자가 들키지 않도록 자신들의 도구를 삭제하기 전에 비밀번호와 지식 재산과 같은 민감한 정보를 빠르게 훔쳐낸다.
2017년 7월, 비트디펜더는 Inexsmar에 관한 새로운 연구를 출판하였는데, 이는 다크호텔 맬웨어의 다른 버전으로서 비즈니스 대상 대신 정치인을 목표로 사용되었다.